# گست‌ارود
گِست‌اِرود (به مجاری:  Geszteréd) یک منطقهٔ مسکونی در مجارستان است که در سابولچ-ساتمار-برگ واقع شده‌است. گست‌ارود ۳۳٫۵۲ کیلومتر مربع مساحت و ۱٬۷۱۸ نفر جمعیت دارد.